# Запорізьке (Ніжинський район)
Запорі́зьке — село в Україні, у Бахмацькій міській громаді Ніжинського району Чернігівської області

## Історія
12 червня 2020 року, відповідно до розпорядження Кабінету Міністрів України № 730-р «Про визначення адміністративних центрів та затвердження територій територіальних громад Чернігівської області», увійшло до складу Бахмацької міської громади.
19 липня 2020 року, в результаті адміністративно-територіальної реформи та ліквідації Бахмацького району, село увійшло до складу Ніжинського району Чернігівської області.

## Населення

### Мова
Розподіл населення за рідною мовою за даними перепису 2001 року:
| Мова       | Кількість | Відсоток |
| ---------- | --------- | -------- |
| українська | 195       | 98.48%   |
| російська  | 3         | 1.52%    |
| Усього     | 198       | 100%     |